# Vær rar
|  | Denne artikel er oprettet af botten PalnaBot ud fra en ekstern database. Den kan derfor have sproglige fejl eller mangler. Denne skabelon kan fjernes efter kontrol af indholdet. |

Vær rar er en film med ukendt instruktør.

## Handling
Opfordring om rigtig navn og adresse.